# 레이지필
레이지필(본명: 쩐바오민, 2007년 3월 19일 ~ )은 베트남의 리그 오브 레전드 프로게이머이다. 아이디는 LazyFeel, 포지션은 AD캐리이다. 현재 DRX에서 활동하고 있다.
LCK 최초의 용병선수이다.
1. ↑  레클래스는 티원 아카데미(2군)이기 때문에 포함되지 않는다.